# Vår Skapare, all världens Gud
Vår Skapare, all världens Gud är en psalm av Johan Alfred Eklund. 
Melodin är en tonsättning från 1535 som enligt Koralbok för Nya psalmer, 1921 är samma melodi som används till psalmen Din spira, Jesus, sträckes ut (1819 nr 118). Kompositionen publicerades i Geistliche Lieder, som trycktes av boktryckaren Joseph Klug i Wittenberg 1535.

## Publicerad som
- Nr 610 i Nya psalmer 1921, tillägget till 1819 års psalmbok under rubriken "Det Kristliga Troslivet: Troslivet hos den enskilda människan: De trognas helgelse och krisliga vandel: Människokärlek och barmhärtighet".